# Alex English
Alexander English (* 5. Januar 1954 in Columbia, South Carolina) ist ein ehemaliger US-amerikanischer Basketballspieler, der von 1976 bis 1991 in der NBA für die Milwaukee Bucks (1976–78), Indiana Pacers (1978–80), Denver Nuggets (1980–90) und Dallas Mavericks (1990–91) aktiv war.
English gehörte in den 1980er Jahren zu den dominierenden Spielern und ist einer der besten Punktesammler in der NBA-Geschichte. Von seinen 25.613 Punkten erzielte er 21.645 für die Denver Nuggets (Nuggets-All-Time-Scoring-Leader). Seine Karriere-Statistiken liegen bei 21,5 Punkten, 5,5 Rebounds und 3,6 Assists pro Spiel. Er wurde dreimal ins zweite All-NBA Team berufen, war achtmal All-Star (1982–1989) und warf sich mit 28,4 Punkten pro Spiel in der Saison 1982/83 sogar zum Topscorer der Liga. 1988 wurde Alex English außerdem mit dem J. Walter Kennedy Citizenship Award für soziales Engagement ausgezeichnet.
English war Präsident und später interimsmäßiger Geschäftsführer der Spielergewerkschaft National Basketball Players Association (NBPA).
1997 wurde English für seine Karriereleistung als Spieler in die Naismith Memorial Basketball Hall of Fame aufgenommen.